# Карбид ванадия
Карбид ванадия — бинарное неорганическое соединение металла ванадия и углерода с формулой VC, чёрные кристаллы, не растворимые в воде.

## Получение
- Восстановление оксида ванадия(III) углём в инертной атмосфере:

{\displaystyle {\mathsf {V_{2}O_{3}+5C\ {\xrightarrow {1100^{o}C}}\ 2VC+3CO}}}

## Физические свойства
Карбид ванадия образует чёрные кристаллы 
кубической сингонии, пространственная группа F m3m, параметры ячейки a = 0,416 нм, Z = 4.
Не растворяется в воде.

## Другие карбиды
- Известны карбиды другого состава: V3C, V3C2, V4C3.

## Применение
- Для изготовления нитей ламп накаливания.